# Liga Argentina de Hockey sobre Patines – Serie A1
La Liga Nacional Argentina A-1 es la más grande competición de clubes de Hockey sobre patines de Argentina. Es organizada por los clubes de Argentina, a través del Consejo Ejecutivo de Clubes (CEC) en forma independiente a las federaciones y asociaciones a las cuales pertenecen. Esta competición otorga dos plazas (campeón y el subcampeón) para disputar el Campeonato Sudamericano de Clubes del año siguiente al de la edición jugada.

## Historia
Comenzó a disputarse hace 23 años en 1994. Para disputar la Liga Nacional originalmente se otorgaban 14 plazas de la siguiente manera: 1 (una) al campeón de la Liga A1 edición anterior, 1 (una) al campeón de la Liga A2 edición año anterior, 3 (tres) a los clubes de la Federación Porteña de Patín (FPP), 4 (cuatro) a los clubes de la Federación Sanjuanina de Patín, 4 (cuatro) a los clubes de la Asociación Mendocina de Patín, 1 (una) por revalida.
En una primera instancia se dividían en dos grupos de siete clubes cada uno. En la edición 2012, comienza una Liga Nacional A1 fiscalizada por un organismo nuevo, la Federación Argentina de Hockey sobre Patines (FAHP) en un intento de San Juan y Mendoza por separarse de la Confederación Argentina de Patín (CAP), en esta edición solo jugaron equipos sanjuaninos y mendocinos afiliados a la FAHP. A partir de la edición 2013, superadas las diferencias entre FAHP y CAP volvieron a participar los clubes del centro oeste del país asociados a la CAP y se clasifican 15 clubes que se dividen en 3 zonas de 5 equipos cada una. En la edición 2015 se volvió al viejo formato de 14 plazas divididas en 2 zonas. En la última edición, la del 2016, se introdujo un nuevo formato que fue bien recibido por los clubes y aficionados, en esta temporada se dividió al país en dos zonas: Este (Entre Ríos y Buenos Aires) y Oeste (Mendoza y San Juan) en la primera zona participaron 3 clubes de los cuales 2 clasificaban a la siguiente fase, en tanto que en la zona oeste participaron 14 escuadras divididas en 2 grupos, de los cuales clasificaban a la siguiente fase los 3 primeros de cada grupo.

## Formato

### Fase de grupos
En esta fase cada equipo jugará un partido en condición de local y un partido en condición de visitante contra cada uno de los otros equipos del mismo grupo. En las ediciones de 2013 y 2014 (3 zonas de 5), los equipos posicionados primero y segundo de cada grupo y los 2 mejores terceros se clasificarán para los cuartos de final. En las ediciones de 2 zonas los clasificados a cuartos de final son los primeros 4 de cada grupo. En la edición 2016 clasificaron los dos primeros de la zona este y los tres primeros de cada grupo de la zona oeste.

### Cuartos de final
Los ocho mejores equipos clasificados en la fase de grupos, jugaban los cuartos de final. Hasta la edición 2015, se forman 4 llaves de dos equipos cada uno, quienes disputaban 3 partidos entre sí y pasaba a la siguiente etapa el club que ganara 2 de los 3 juegos. A fin de determinar los rivales de cada llave se realizaban una tabla general de posiciones con los resultados obtenidos en la fase de grupos, de esa forma quedaba determinado un orden del 1 al 8, siendo el 1 el de mayor puntaje. Los equipos del 1 al 4 obtenían una ventaja deportiva y definían, en caso de un tercer partido, como locales.
El sistema de formación de llaves era el siguiente:
- Equipo 1 vs. Equipo 8 (A)
- Equipo 2 vs. Equipo 7 (B)
- Equipo 3 vs. Equipo 6 (C)
- Equipo 4 vs. Equipo 5 (D)

En el 2016, el principal cambio implementado estuvo dado en el desarrollo de esta etapa, donde se dejó de lado el sistema de play off por llaves y se procedió a confeccionar dos zonas de cuatro equipos cada una. Luego, en cada zona, se jugó con un sistema de round-robin (todos contra todos), en un solo recinto neutral y en tres jornadas consecutivas (viernes, sábado y domingo), donde los dos primeros de cada zona clasificaban a la siguiente fase (Semifinales).

### Semifinales
Los cuatro mejores equipos en cuartos de final jugarán las semifinales al mejor de 3 partidos, formándose dos llaves de dos equipos cada uno, quienes disputarán 3 partidos y pasará a la siguiente etapa el club que gane 2 de los 3 juegos.
Las Semifinales se disputarán de acuerdo al siguiente orden:
Hasta el 2015:
- Llave A vs. Llave D (F 1)
- Llave B vs. Llave C (F 2)

Desde 2016:
- 1.ª Zona A vs 2.ª Zona B (F1)
- 1.ª Zona B vs 2.ª Zona A (F2)

### Finales
Los dos clubes ganadores en las semifinales jugarán entre sí 5 partidos, el club que gane 3 de los 5 juegos será consagZona Estpeón de la Liga Nacional A1.

## 

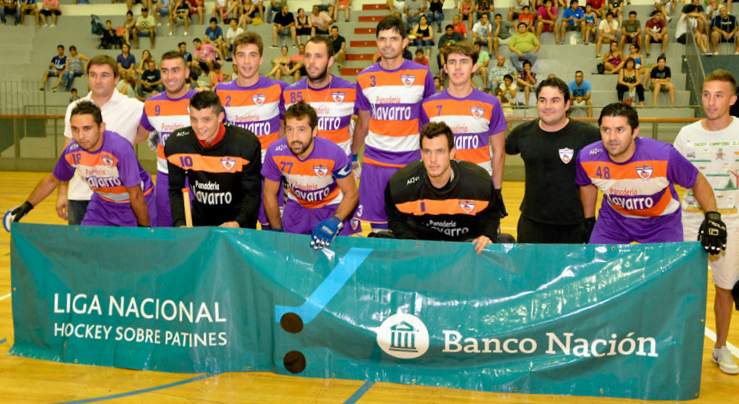
Campeón Liga Nacional A1 2015.

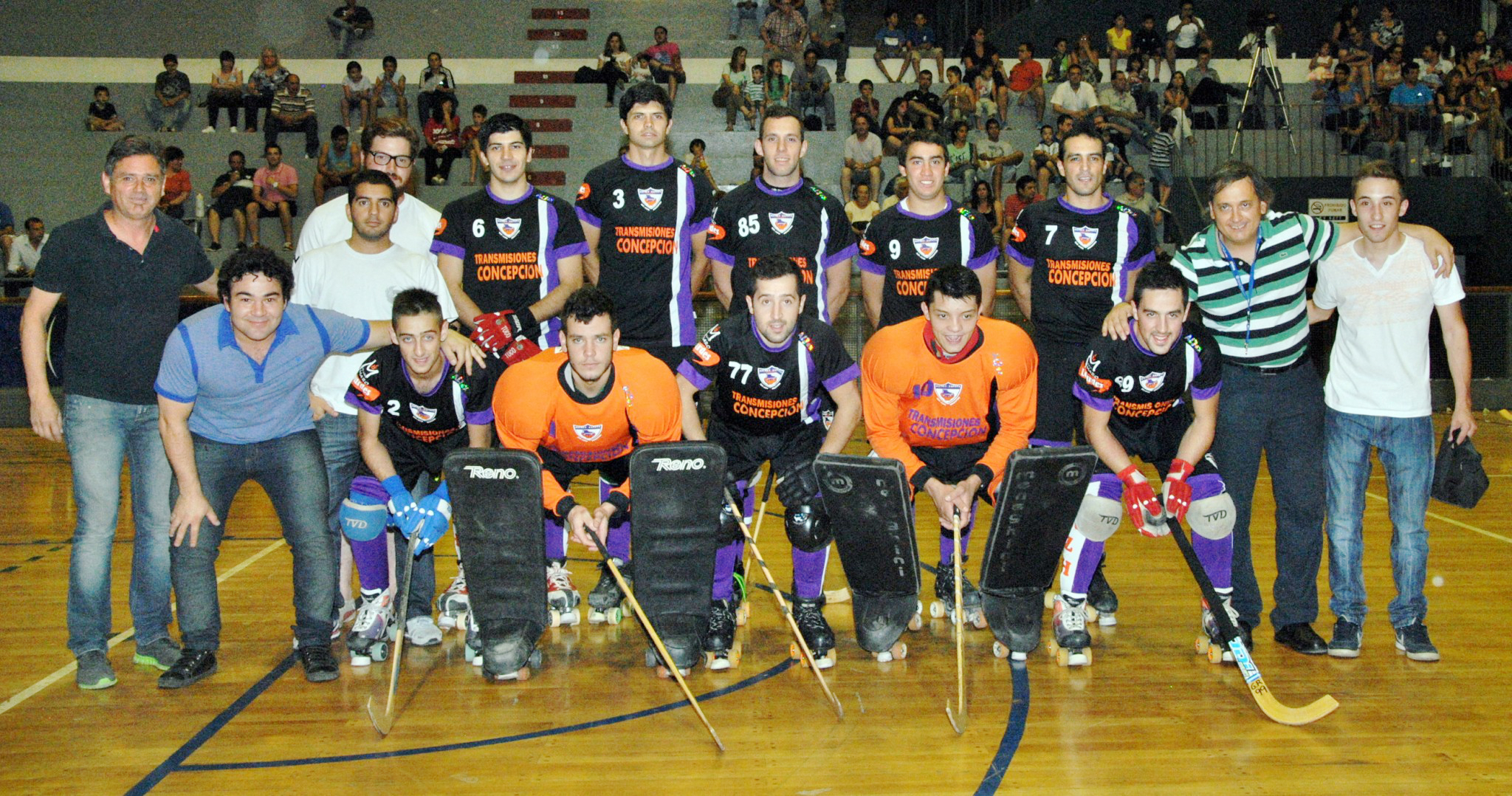
Campeón Liga Nacional A1 2014.

## Edición 2019

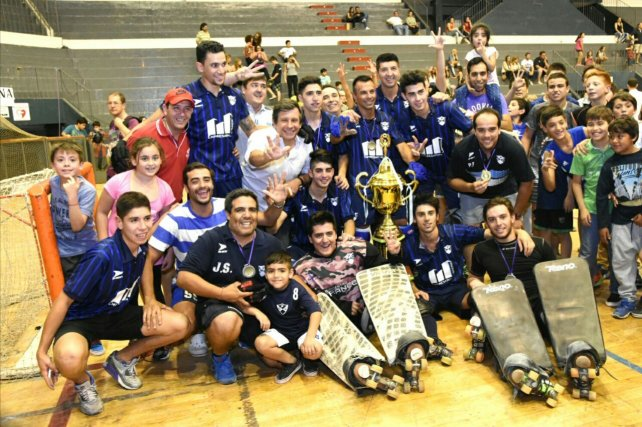
Campeón Liga Nacional A1 2016.

### Zona Este
|                       | Ciudad           | Provincia |
| --------------------- | ---------------- | --------- |
| Club Atlético Huracán | Parque Patricios | C.A.B.A.  |
| Estudiantil Porteño   | Buenos Aires     | C.A.B.A.  |
| San Lorenzo           | Buenos Aires     | C.A.B.A.  |

### Zona Oeste

#### Grupo A
| Club           | Ciudad       | Provincia    |
| -------------- | ------------ | ------------ |
| Concepción     | San Juan     | San Juan     |
| Valenciano     | San Juan     | San Juan     |
| Murialdo       | Godoy Cruz   | Mendoza      |
| Huracán        | Buenos Aires | Buenos Aires |
| Ciudad Bs. As. | Buenos Aires | Buenos Aires |

#### Grupo B
| Club                 | Ciudad           | Provincia |
| -------------------- | ---------------- | --------- |
| S.E.C.               | San Juan         | San Juan  |
| Richet y Zapata      | Santa Lucía      | San Juan  |
| U.V.T.               | Trinidad         | San Juan  |
| Banco Mendoza        | Chacras de Coria | Mendoza   |
| Maipú-Giol           | Maipú            | Mendoza   |
| Murialdo             | Guaymallén       | Mendoza   |
| Club Social San Juan | San Juan         | San Juan  |

## [2]

### Zona A
| Club                  | Ciudad           | Provincia |
| --------------------- | ---------------- | --------- |
| Centro Valenciano     | Rawson           | San Juan  |
| Club Atlético Huracán | Parque Patricios | C.A.B.A.  |
| Concepción P.C.       | San Juan         | San Juan  |
| IMPSA                 | Godoy Cruz       | Mendoza   |
| Maipú-Giol            | Maipú            | Mendoza   |
| Murialdo              | Guaymallén       | Mendoza   |
| Club Social San Juan  | San Juan         | San Juan  |

### Zona B
| Club            | Ciudad      | Provincia |
| --------------- | ----------- | --------- |
| S.E.C.          | San Juan    | San Juan  |
| Richet y Zapata | Santa Lucía | San Juan  |
| G.E.B.A.        | Palermo     | C.A.B.A.  |
| Banco Hispano   | San Juan    | San Juan  |
| Andes Talleres  | Godoy Cruz  | Mendoza   |
| Casa de Italia  | San Martín  | Mendoza   |
| Club Unión      | San Juan    | San Juan  |

## [3]

### Zona A
| Club                  | Localidad        | Provincia |
| --------------------- | ---------------- | --------- |
| Club Atlético Huracán | Parque Patricios | C.A.B.A.  |
| Richet y Zapata       | Santa Lucía      | San Juan  |
| Petroleros-YPF        | Godoy Cruz       | Mendoza   |
| Deportivo Aberastain  | V. Aberastain    | San Juan  |
| IMPSA                 | Godoy Cruz       | Mendoza   |

### Zona B
| Club          | Localidad        | Provincia |
| ------------- | ---------------- | --------- |
| Banco Mendoza | Chacras de Coria | Mendoza   |
| U.V.T.        | Trinidad         | San Juan  |
| Maipú-Giol    | Maipú            | Mendoza   |
| U.D. Bancaria | Caucete          | San Juan  |
| G.E.B.A.      | Palermo          | C.A.B.A.  |

### Zona C
| Club              | Localidad  | Provincia |
| ----------------- | ---------- | --------- |
| Casa de Italia    | San Martín | Mendoza   |
| Andes Talleres    | Godoy Cruz | Mendoza   |
| Ciudad Bs. As.    | Palermo    | C.A.B.A.  |
| Centro Valenciano | San Juan   | San Juan  |
| S.E.C.            | San Juan   | San Juan  |

## [4]

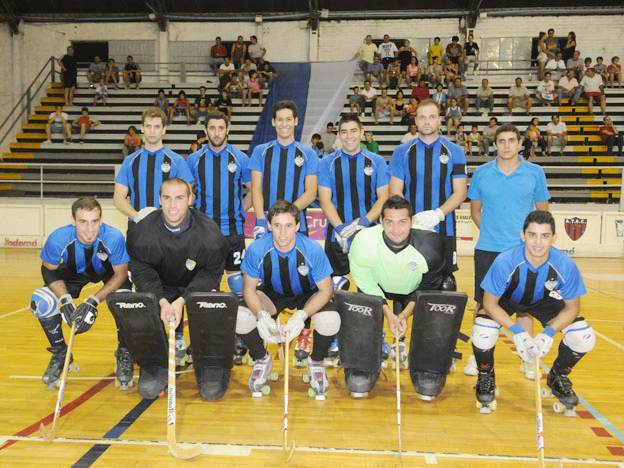
Campeón Liga Nacional A1 2013.

En esta edición clasificaron 15 clubes a la fase de grupos.

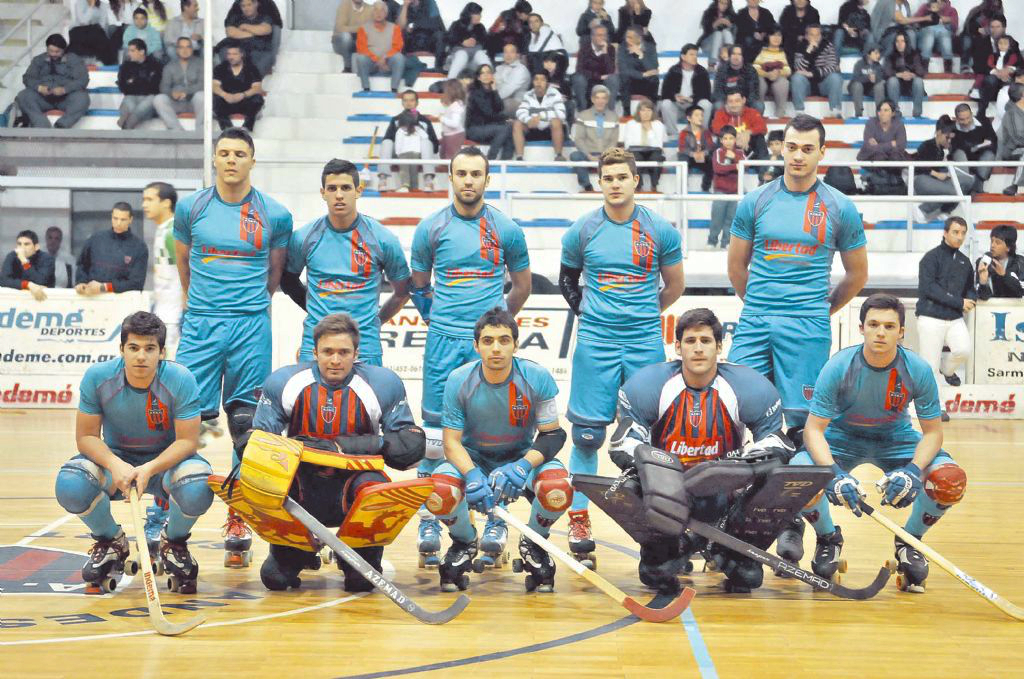
Campeón Liga Nacional A1 2012.

### Zona A
| Club            | Localidad  | Provincia |
| --------------- | ---------- | --------- |
| S.E.C.          | San Juan   | San Juan  |
| U.V.T.          | Trinidad   | San Juan  |
| Concepción P.C. | San Juan   | San Juan  |
| Murialdo        | Guaymallén | Mendoza   |
| IMPSA           | Godoy Cruz | Mendoza   |

### Zona B
| Club               | Localidad        | Provincia |
| ------------------ | ---------------- | --------- |
| Olimpia Patín Club | Trinidad         | San Juan  |
| Centro Valenciano  | San Juan         | San Juan  |
| Maipú-Giol         | Maipú            | Mendoza   |
| Banco Mendoza      | Chacras de Coria | Mendoza   |
| Banco Hispano      | San Juan         | San Juan  |

### Zona C
| Club           | Localidad  | Provincia |
| -------------- | ---------- | --------- |
| Casa de Italia | San Martín | Mendoza   |
| Andes Talleres | Godoy Cruz | Mendoza   |
| Petroleros-YPF | Godoy Cruz | Mendoza   |
| Estudiantil    | San Juan   | San Juan  |
| Club Sarmiento | Albardón   | San Juan  |

## [5]

### Zona A
| Club              | Ciudad            | Provincia |
| ----------------- | ----------------- | --------- |
| Centro Valenciano | Rawson            | San Juan  |
| Club Unión        | San Juan          | San Juan  |
| Olímpia           | Trinidad-San Juan | San Juan  |
| Sarmiento         | Albardón          | San Juan  |
| Casa de Italia    | San Martín        | Mendoza   |
| Banco Mendoza     | Chacras de Coria  | Mendoza   |
| San Martín        | San Martín        | Mendoza   |

### Zona B
| Club                 | Ciudad     | Provincia |
| -------------------- | ---------- | --------- |
| S.E.C.               | San Juan   | San Juan  |
| Estudiantil          | San Juan   | San Juan  |
| U.V.T.               | Trinidad   | San Juan  |
| Club Social San Juan | San Juan   | San Juan  |
| Andes Talleres       | Godoy Cruz | Mendoza   |
| Murialdo             | Guaymallén | Mendoza   |
| Palmira              | San Martín | Mendoza   |

## Edición 2011[6]

### Zona A
| Club                | Ciudad            | Provincia |
| ------------------- | ----------------- | --------- |
| Estudiantil Porteño | Buenos Aires      | C.A.B.A.  |
| G.E.B.A.            | Palermo           | C.A.B.A.  |
| UVT                 | Trinidad-San Juan | San Juan  |
| Olímpia             | Trinidad-San Juan | San Juan  |
| Estudantil          | San Juan          | San Juan  |
| Murialdo            | Guaymallén        | Mendoza   |
| Banco Mendoza       | Chacras de Coria  | Mendoza   |

### Zona B
| Club                  | Ciudad               | Provincia |
| --------------------- | -------------------- | --------- |
| Club Atlético Huracán | C.A.B.A.             | C.A.B.A.  |
| Ciudad Bs. As.        | C.A.B.A.             | C.A.B.A.  |
| S.E.C.                | San Juan             | San Juan  |
| Concepción Patín Club | Concepción, San Juan | San Juan  |
| Centro Valenciano     | Rawson               | San Juan  |
| Andes Talleres        | Ciudad de Mendoza    | Mendoza   |
| Palmira               | San Martín           | Mendoza   |

## Lista de campeones[7]
| 2023 | Olimpia Patin Club Trinidad | Lomas de Rivadavia     |
| ---- | --------------------------- | ---------------------- |
| 2019 | Centro Valenciano           | Leonardo Murialdo - MZ |
| 2018 | Concepción P.C.             | Leonardo Murialdo - MZ |
| 2017 | Union Vecinal Trinidad      | Leonardo Murialdo - MZ |
| 2016 | Concepción P.C.             | Banco Hispano          |
| 2015 | Richet-Zapata               | SEC                    |
| 2014 | Richet-Zapata               | Banco Mendoza          |
| 2013 | Petroleros-YPF              | SEC                    |
| 2012 | Andes Talleres              | Estudiantil            |
| 2011 | Centro Valenciano           | Estudiantil            |
| 2010 | U.V.T.                      | Rivadavia              |
| 2009 | U.V.T.                      | Olímpia                |
| 2008 | Unión S.J.                  | Estudiantil            |
| 2007 | Concepción P.C.             | Andes Talleres         |
| 2006 | Estudiantil                 | Olímpia                |
| 2005 | Olímpia                     | Concepción P.C.        |
| 2004 | Olímpia                     | U.V.T.                 |
| 2003 | U.V.T.                      | Centro Valenciano      |
| 2002 | U.V.T.                      | Olímpia                |
| 2001 | Olímpia                     | U.D. Bancaria          |
| 2000 | Olímpia                     | Concepción P.C.        |
| 1999 | U.D. Bancaria               | Social                 |
| 1998 | Concepción P.C.             | Olímpia                |
| 1997 | Olímpia                     | Palmira                |
| 1996 | Olímpia                     | Social                 |
| 1995 | U.V.T.                      | Estudiantil            |
| 1994 | Concepción P.C.             | U.V.T.                 |

| Equipos           | Ligas |
| ----------------- | ----- |
| Olímpia           | 7     |
| U.V.T.            | 5     |
| Concepción P.C.   | 5     |
| Richet-Zapata     | 2     |
| Centro Valenciano | 2     |
| Estudiantil       | 1     |
| Unión S.J.        | 1     |
| Bancaria          | 1     |
| Andes Talleres    | 1     |
| Petroleros-YPF    | 1     |
| TOTAL             | 25    |

| Provincia | Ligas |
| --------- | ----- |
| San Juan  | 23    |
| Mendoza   | 2     |

### Número de Ligas por equipo
| Ano  | Campeón                    | Subcampeón                  |
| ---- | -------------------------- | --------------------------- |
| 2005 | Centro Valenciano - SJ     | D.U. Estudiantil - SJ       |
| 2008 | D.U. Estudiantil - SJ      | Centro Valenciano - SJ      |
| 2013 | Concepción Patín Club - SJ | Unión Vecinal Trinidad - SJ |
| 2018 | Concepción Patín Club - SJ | C. Atlético Unión - SJ      |
| 2019 | Concepción Patín Club - SJ | Andes Talleres S.C. - MZ    |

### Sitios web de Argentina
- Liga Nacional.
- Cofederation Argentina de Patín. Archivado el 23 de junio de 2010 en Wayback Machine.
- Diario de Cuyo.
- Bochin Stick.
- Canal 4 San Juan.
- Torneo oficial femenino; clasificación.

| Equipos               | Ligas |
| --------------------- | ----- |
| Concepción Patín Club | 3     |
| Centro Valenciano     | 1     |
| D. Unión Estudiantil  | 1     |

- Datos: Q6545770